# Benny Van Brabant
Benny Van Brabant (Hasselt, 8 de mayo de 1959) fue un ciclista belga, profesional entre 1981 y 1992, cuyo mayor éxito deportivo lo logró en la Vuelta a España, donde conseguiría una victoria de etapa en la edición de 1990. 

## Palmarés
| 1980 - 1 etapa del Circuito Franco-Belga - 2 etapas de la Vuelta a Lieja 1981 - 1 etapa del Circuito Franco-Belga 1982 - 1 etapa en la Vuelta a los Países Bajos - 1 etapa en el Tour de l'Oise 1984 - 1 etapa en la Dauphiné Libéré - 2 etapas en el Tour del Porvenir - Binche-Tournai-Binche 1985 - 2 etapas en la Dauphiné Libéré - 1 etapa en el Tour de l'Oise | 1986 - 1 etapa en la Vuelta a Burgos - 1 etapa en la Vuelta a Andalucía - 3 etapas en la Vuelta a Murcia - Clasificación de las metas volantes de la Vuelta a España 1989 - 1 etapa en la Vuelta a Portugal - 1 etapa en la Vuelta a Castilla y León 1990 - 1 etapa en la Vuelta a España 1992 - 1 etapa del Circuito de la Sarthe |

## Equipos
- Eurobouw-Rossin (1981)
- Splendor-Wickes (1981)
- Euro Shop-Splendor (1981)
- Tonissteiner (1984-1985)
- Dormilon-Campagnolo (1986)
- Selca-Thermomec (1987)
- Zahor Chocolates-Macario (1988)
- Lotus-Zahor (1989)
- Isoglass-Garden Wood (1990)
- SEFB-Saxon (1991)
- La William-Duvel (1992)

## Resultados en Grandes Vueltas y Campeonato del Mundo
| Carrera                      | 1982  | 1983 | 1984 | 1985  | 1986 | 1987 | 1988 | 1989 | 1990 |
| ---------------------------- | ----- | ---- | ---- | ----- | ---- | ---- | ---- | ---- | ---- |
| Giro de Italia               | -     | -    | -    | -     | -    | 68.º | -    | -    | -    |
| Tour de Francia              | 118.º | -    | -    | 129.º | -    | -    | -    | -    | -    |
| Vuelta a España              | 24.º  | -    | 66.º | -     | 86.º | -    | 54.º | 64.º | 83.º |
| Campeonato del Mundo en ruta | -     | -    | -    | -     | -    | -    | -    | -    | -    |